# 트렘비타 (무기)
트렘비타(우크라이나어: Трембіта)는 PARS에서 제조한 우크라이나의 지대지 순항 미사일이다. 2023년 4월에 대중에 공개되었다.

## 이름
이 발사체의 이름은 이 기계에 사용된 엔진의 형태와 어느 정도 유사한 길고 곧은 관이 끝에서 벌어진 형태를 띠는 악기인 트렘비타의 특징적인 형태에서 유래한다.

## 설명
트렘비타는 구조적으로 제2차 세계 대전 당시 독일의 V-1 비행폭탄과 유사하다. 이 미사일은 현재는 거의 사용되지 않는 펄스제트 엔진으로 구동되며, 이를 통해 약 400 km/h의 속도에 도달할 수 있다. 이 엔진은 100 dB의 소음과 많은 양의 열을 발생시켜, 특히 MANPADS 미사일에 대해 트렘비타를 적의 방공망에 매력적인 표적으로 만든다. 미사일의 사거리는 약 140 km이며, 최소 비행 고도는 30 m이고, 최대 고도는 2,000 m이다. 연료 공급은 E92 또는 E95 휘발유 또는 경유 30 L이다. 트렘비타는 사용되는 엔진의 종류 때문에 적절한 발사를 가능하게 하는 로켓 가속기를 장착하고 있다. 이 미사일은 보통 20~30개의 미사일을 싣는 이동식 발사기에서 발사된다. 동체에는 두 쌍의 안정 날개가 있는데, 하나는 하부 전방에 장착되고 다른 하나는 상부 후방에 장착된다.

## 응용
단순함과 저렴한 가격 덕분에 이 미사일은 우크라이나 전쟁 동안 러시아가 대량으로 사용한 이란의 샤헤드 131 드론과 동등한 역할을 할 수 있다. 트렘비타 한 대를 생산하는 비용은 약 USD 10,000으로, 이를 격추하기 위해 설계된 미사일 생산 비용보다 여러 배 저렴하다. 이 미사일은 전선 후방의 목표물을 공격하는 데 사용되는 고전적인 순항 미사일로도 기능할 수 있으며, 적의 대공 방어를 과부하시키는 데 사용되는 미끼로도 기능할 수 있다. 아이디어는 저렴한 비용으로 수십 대의 트렘비타를 동시에 발사하여 적의 방어망을 압도하는 것이다. 미사일 버전은 이미 저렴하지만, 탄두나 정교한 항법 시스템이 없는 미끼 버전은 USD 3,000으로 훨씬 저렴하다. 이는 방공망이 요격기를 소모하게 하고 미사일이 목표물에 도달하는 경로를 개척하기 위해 더 많은 미끼를 발사할 수 있게 한다. 매달 최대 1,000대의 트렘비타를 생산할 계획이다.

## 같이 보기
- AQ-400 스카이즈
- 류티이
- UJ-25 스카이라인
- 팔랴니차 (미사일)
- 페클로
- R-360 넵튠